# Reinhold Cervin
Reinhold Cervin, född 18 april 1854 i Lurs socken, Göteborgs och Bohus län, död 29 maj 1939 i Halmstad, var en svensk präst. Han var far till Andreas Cervin och farfar till Henrik Cervin.
Cervin, som var son till skepparen Olaus Johansson och Elisabet Jakobsson, avlade teoretisk-teologisk examen vid Lunds universitet 1880 och praktisk teologisk examen 1881. Han blev komminister i Okome församling 1885, i Lundby församling 1896, kyrkoherde i Halmstads, Övraby och Holms församlingar 1907 och prost 1924. Han var folkskoleinspektör 1899–1907 samt blev inspektor vid Halmstads högre elementarläroverk för kvinnlig ungdom 1916, ledamot av Hallands läns landsting 1901, av stadsfullmäktige i Halmstads stad 1908 och ordförande i folkskolestyrelsen 1908.